# Juravlîha, Stavîșce
Juravlîha (în ucraineană Журавлиха) este o comună în raionul Stavîșce, regiunea Kiev, Ucraina, formată numai din satul de reședință.

## Demografie
Componența lingvistică a comunei Juravlîha
     Ucraineană (98,84%)
     Rusă (1,08%)
Conform recensământului din 2001, majoritatea populației comunei Juravlîha era vorbitoare de ucraineană (98,84%), existând în minoritate și vorbitori de rusă (1,08%).